# Depot von Roudnice nad Labem
Das Depot von Roudnice nad Labem (auch Hortfund von Roudnice nad Labem) ist ein Depotfund der frühbronzezeitlichen Aunjetitzer Kultur aus Roudnice nad Labem im Ústecký kraj, Tschechien. Es datiert in die Zeit zwischen 2000 und 1800 v. Chr. Das Depot befindet sich heute im Nationalmuseum in Prag.

## Fundgeschichte
Das Depot wurde vor 1900 entdeckt. Die genaue Fundstelle und die Fundumstände sind unbekannt. Aus Roudnice sind außerdem noch Einzelfunde von Bronzegegenständen der Aunjetitzer Kultur bekannt.

## Zusammensetzung
Das Depot besteht aus drei bronzenen Ösenhalsringen. Diese sind aus einem dünnen Draht mit kreisrundem Querschnitt gefertigt. Die Enden sind verjüngt und gedengelt. Die Oberflächen sind leicht facettiert. Ein Ring ist (neuzeitlich?) verformt.